# Arrondissement Lesparre-Médoc
Lesparre-Médoc is een arrondissement van het Franse departement Gironde in de regio Nouvelle-Aquitaine. De onderprefectuur is Lesparre-Médoc.

## Kantons
Het arrondissement was tot 2014 samengesteld uit de volgende kantons:
- Kanton Castelnau-de-Médoc
- Kanton Lesparre-Médoc
- Kanton Pauillac
- Kanton Saint-Laurent-Médoc
- Kanton Saint-Vivien-de-Médoc

Na de herindeling van de kantons bij decreet van 20 februari 2014, met uitwerking op 22 maart 2015, zijn dat:
- Kanton Le Nord-Médoc
- Kanton Le Sud-Médoc  (deel 21/22)